# エブリ リトル シング
『エブリ リトル シング』は大村あつしによる日本の小説作品、および、それを原作とした舞台作品。
連作短編の手法を用いて、全6話がすべて、登場人物や出来事で繋がっており、長編小説とみなすこともできる。
2008年7月11日から20日にかけて上演された舞台では、この連作短編をAパート、Bパートと分けて上演し、Aパートの人物や出来事の一部はBパートで描く（もしくはその逆）という演出で物語が描かれた。2009年8月10日から16日にキャストを一新して再演される。
原作は20万部のベストセラーとなり、第一話の「クワガタと少年」は、『エブリリトルシング 〜クワガタと少年〜』のタイトルで絵本が発売されているほか、全国の学校の道徳の教材に採用されたり、入学試験にも出題されている。
また、原作を読んだタレントがブログで紹介したときに、そのタレントのファンが小説を読んで自殺を思いとどまった、というタレントとファンの交流がニュースにもなった。

## あらすじ
デパートの昆虫売り場で、あえて「ちゃんとしてない」「普通じゃない」5本足のクワガタを買い求める少年と店員の交流を描いた「クワガタと少年」から物語は始まり、貧乏を苦にする中学生の苦悩を描いた「ランチボックス」、地味で目立たない女子高生を描いた「アフター・ザ・プロム」、客に恋する女子大生を描いた「彼女はいつもハーティーに」、女性であるがために仕事に悩むOLを描いた「ビジネスカード」、絵本タッチの「ボクはくすり指」と全6話からなるが、すべての話は繋がっており、最終話の「ボクはくすり指」ですべてのピースがはまる。主人公は、小学生、中学生、高校生、大学生、社会人と各話でまったく異なるが、すべての話が「主人公の夏休み」を描いている。

## 登場人物
菜々美（ななみ）
第二話「ランチボックス」の主人公。中学3年生。家が貧乏であることを苦にしている。
純也（じゅんや）
菜々美の担任。悩む菜々美の相談に乗るほか、全話を通してキーパーソンとなっている。
京香（きょうか）
第三話「アフター・ザ・プロム」の主人公。高校3年生。目立たない性格のため「地味子」と呼ばれている。
清明（きよあき）
京香のクラスメイト。野球部所属。レギュラーなのに「ベンチウォーマー」と揶揄されている。ちなみに、『エブリ リトル シング』の続編『エブリ リトル シング2.0』では、京香と清明が大学に進学した後が描かれている。
玲奈（れいな）
第四話「彼女はいつもハーティーに」の主人公。大学4年生。カクテルバー「ハーティー」でアルバイトをしている。
「ある出来事」をきっかけに、教育実習まで受けていながら作家を目指すことになる。
紳介（しんすけ）
「ハーティー」の常連の銀行員。突然、「教師にはならない」と言い始めた玲奈のことを心配する。
星野（ほしの）
第五話「ビジネスカード」の主人公。インスパイア社屈指の営業成績を上げているが、女性差別にいら立つ。
道塚（みちづか）
星野の同僚。星野同様に営業成績は抜群。一見、星野との折り合いは悪いようだが、心の底では理解し合っている。

## 舞台

### 2008年版
『エブリ リトル シング』が、ネルケプランニング制作で2008年7月11日から7月20日に紀伊國屋サザンシアターにて上演。

#### 構成
- A：「クワガタと少年」、「彼女はいつもハーティーに」、「ビジネスカード」、「ボクはクスリ指」
- B：「クワガタと少年」、「ランチボックス」、「アフター・ザ・プロム」、「ボクはクスリ指」

#### キャスト
- 星野：井上和香
- 昆虫屋の店員：小宮孝泰
- 菜々美：水野絵梨奈
- 純也：永山たかし
- 玲奈：川村ゆきえ
- 道塚：郷本直也
- 折井あゆみ、今井恒允 ＊Aのみ登場
- DAIZO、黒川恭佑、岩義人、太田在、青谷優衣、長田奈麻（ナイロン100℃） ＊A・B共通
- 小松彩夏、篠谷聖、児玉絹世 ＊Bのみ登場

#### スタッフ
- 演出：岡村俊一
- 原作：『エブリ リトル シング』大村あつし（ゴマブックス刊）
- プロデューサー：松田誠
- 制作：ネルケプランニング

### 2009年版
『エブリ リトル シング'09』が、ネルケプランニング制作で2009年8月10日から8月16日に銀河劇場にて上演。

#### 構成
- A：「クワガタと少年」、「彼女はいつもハーティーに」、「ビジネスカード」、「ボクはクスリ指」
- B：「クワガタと少年」、「ランチボックス」、「アフター・ザ・プロム」、「ボクはクスリ指」

#### キャスト
- 星野：内山理名
- 少年：沢木ルカ
- 昆虫屋の店員：酒井敏也
- 玲奈：保田圭
- 純也：小橋賢児
- 菜々美：水野絵梨奈
- 道塚：西ノ園達大
- 京香：大谷澪
- ユキ：宮武美桜
- 清明：浜尾京介
- 菜々美の母親：長田奈麻
- 圭介：施鐘泰(JONTE)
- 森山栄治、岡山智樹、DAIZO、佐久間淳也（劇団ファインベリー）、大谷英子、別紙慶一、岩義人、阿部真美、白石紗也、丸山葵 ＊A・B共通
- 江口千夏、田島ユカリ、珠妃、高杉真宙 ＊Bのみ登場

#### スタッフ
- 演出：岡村俊一
- 原作：『エブリ リトル シング』大村あつし（ゴマブックス刊）
- 制作：ネルケプランニング